# Cidade Histórica de Bamberga
Bamberga (em alemão: Bamberg) é uma pequena cidade francônia no norte da Baviera, Alemanha. Passa pela cidade o rio Regnitz, que é afluente do rio Meno. O rio Regnitz divide-se na altura do centro da cidade em dois braços fluviais. 
A cidade de Bamberga, documentada pela primeira vez em 902, conseguiu preservar seu caráter medieval ao longo do tempo. A cidade com sua história milenar, com seu centro histórico totalmente intacto, apresenta jóias arquitetônicas raras, que finalmente foram reconhecidas pela UNESCO como patrimônio mundial em 1993. 
A decisão da UNESCO se baseia no fato, de que Bamberga até hoje apresenta de forma única as estruturas de uma cidade da Baixa Idade Média na Europa Central. 

## Zonas Histórica
É importante notar, que somente a Cidade Histórica de Bamberga (em alemão: Altstadt) com aproximadamente 140 hectares, faz parte do patrimônio histórico mundial. Existem três zonas históricas, que desde a Idade Média mantém seu caráter próprio:
1. Bergstadt ou seja a zona das colinas em volta da Catedral Imperial, zona predominantemente de caráter religioso;
2. Inselstadt ou seja a zona insular ao redor das ilhas do rio Regnitz entre seus dois braços fluviais, que até hoje é considerada como zona comercial da cidade;
3. Gärtnerstadt ou seja a zona dos jardineiros e horticultores, zona de caráter agrícola, produzindo verduras e hortaliças até os tempos atuais.

A área delineada em vermelho mostra a zona declarada como patrimônio mundial (pdf - 942 kb): 
Dentro destas zonas, aproximadamente 2.000 construções foram qualificadas fazendo parte do patrimônio mundial. Consequentemente qualquer modificação na fachada de uma casa histórica ou qualquer outra parte de uma construção deve receber autorização oficial. Desta forma o caráter único será preservado para o futuro.
Desde julho de 2005 existe um centro de informação na prefeitura de Bamberga, responsável pela conservação e documentação do patrimônio.

### Zona das colinas
- Catedral Imperial de Bamberga 1237 (Kaiserdom), com a sepultura do papa Clemente II e a sepultura do imperador Henrique I e sua esposa (feita por Tilman Riemenschneider de 1499 a 1513).
- Residência Antiga da Corte (Alte Hofhaltung) entre o séc. XVI e o séc.o XVII
- Residência Nova (Neue Residenz) do séc. XVII
- Museu francônio da cerveja de Bamberga (Fränkisches Brauereimuseum Bamberg)
- Böttingerhaus, palácio de caráter italiano
- Castelo d'água Concordia, local de encontro para literários, compositores e artistas
- Castelo de Altenburg (1109), antiga residência episcopal de 1305 a 1553

### Zona insular
- Câmara Municipal Antiga (Altes Rathaus) (1386), construida na ilha do rio Regnitz
- Palácio Geyerswörth, antiga residência episcopal e seus jardins
- Pequena Veneza (Klein-Venedig), antigo bairro de pescadores de Bamberga ao longo do rio Regnitz
- Igreja católica St. Martin
- Mueseu das ciências naturais (Naturkunde-Museum)
- Vila Dessauer, galeria de arte
- Residência de E. T. A. Hoffmann
- Jardim Harmoniegarten

### Zona das hortaliças
- Museu da Jardinagem e da Viticultura
- Igreja St. Gangolf, igreja católica mais antiga da cidade
- Igreja St. Otto